# Otovice
Otovice (tyska Ottendorf) är en kommun i distriktet Náchod i Hradec Králové i nordöstra Tjeckien. Otovice, som för första gången nämns i ett dokument från år 1300, hade 363 invånare år 2014.